# 바카노!
바카노!(BACCANO!, 일본어: バッカ-ノ!)는 나리타 료우고가 글을 쓰고 에나미 카츠미가 삽화를 맡은 라이트 노벨이다. 그리고 이를 원작으로 제작된 동명의 애니메이션이다.

## 개요
저자의 데뷰작이자, 제 9회 덴게키 게임 소설 대상 (현 덴게키 소설대상) 금상 수상작.
타이틀인 바카노는 이태리어로 대소동을 나타내는 말. 다수의 등장인물이 엮여 스릴넘치면서도 시끌벅적한 앙상블 캐스트이며, 시리즈를 통해 고정된 주인공은 없다. 등장인물이 90명 이상인 것도 특징. 연금술사들이 만든 불사의 술을 둘러싸고 일어난 불사자들의 이야기이다.
최초 작품은 1930년, 2번째 작품은 1931년과 같은 방식으로 한 회에 한 해에 일어난 이야기가 이어지고 있다. 단 상하권이나 동시진행 이야기도 있으며, 반드시 한 권에 한 화로 구성되어 있는 것은 아니다. 맨 처음 발표된 작품은 금주법 시대의 미국을 배경으로 한 이야기이지만, 속편에는 2000년대를 무대로 한 현대편, 1700년대를 무대로 한 과거편도 있다.

## 시리즈 목차
발행순서는 서적정보를 참고한 것. 굵은 글씨는 미디어웍스 작품.

### 1700년대편
자세한 것은 바카노! (1700년대)를 참고
- 바카노! 1705 The Ironic Light Orchestra
- 바카노! 1710 Crack Flag

### 1930년대편
자세한 것은 바카노! (1930년대)를 참고
- 바카노! The Rolling Bootlegs
- 바카노! 1931 완행편 The Grand Punk Railroad
- 바카노! 1931 특급편 The Grand Punk Railroad
- 바카노! 1931 임시급행편 Another Junk Railroad
- 바카노! 1931 시각표 The Grand Punk Railroad（DS게임 특전의 게임북）
- 바카노! 1931 기분좋은 남자편/ 사망유희편 The Grand Punk Railroad（DS게임 내 수록 단편）
- 바카노! 1931? 회송편 The Grand Punk Railroad（드라마CD특전 중편）
- 바카노! 1932 Drug & The Dominos
- 바카노! 1933 <上> THE SLASH 〜クモリノチアメ〜
- 바카노! 1933 <下> THE SLASH 〜チノアメハ、ハレ〜
- 바카노! 1934 옥중편 Alice In Jails
- 바카노! 1934 사바편 Alice In Jails
- 바카노! 1934 완결편 Peter Pan In Chains
- 바카노! 193X-A man in the killer（애니메이션 DVD1-5권 특전의 장편）
- 바카노! 193X-B The Time Of the Oasis（애니메이션 DVD6-8권 특전의 장편）

### 2000년대편
자세한 것은 바카노! (2000년대)를 참고
- 바카노! 2001 The Children Of Bottle
- 바카노! 2002 【A side】Bullet Garden
- 바카노! 2002 【B side】Blood Sabbath

## 줄거리
300년 전, 대서양 해상. 아드웨나 아비스호에서 연금술사들이 불로불사를 추구하며 악마를 소환하는데 성공한다. 악마는 불로불사가 되는 술을 연금술사들에게 주고 그 술의 조제법을 소환주인 마이저 아발로에게 가르쳐주었다.
하지만 다음날 밤, 한 연금술사가 동료 연금술사를 먹어치우기 시작해, 불로불사가 된 연금술사들은 그 마수에서 벗어나기 위해 세계 각지로 흩어졌다.
그리고 1930년, 금주령이 내려진 미국에서 불사의 술을 둘러싼 소동(바카노)이 시작된다.

## 등장인물
아래 참고. 또한 여러 연대에 걸쳐 등장하는 인물에 대해서는 그 시대에 서술하도록 한다.
```
*
바카노! (1700년대)#등장인물

*
바카노! (1930년대)#등장인물

*
바카노! (2000년대)#등장인물
```

## 애니메이션
〈바카노!〉라는 타이틀로 2007년 7월 26일부터 11월 1일까지, WOWOW 논스크럼블에서 방영되었다. 2008년 2월부터 CS 애니맥스에서 방영. 총 13로 《（1930） The Rolling Bootlegs》, 《1931 The Grund Punk Railroad》, 《1932 Drug & The Dominos》의 에피소드를 중심으로 구성되었지만, 제 7화만 1711년의 에피소드로 되어있다. 1화에 이 3년의 에피소드를 셔플(각 에피소드 시대 계열은 원작과 동일)되는 독특한 구성을 취하였다.
DVD에는 한정 에피소드로서 번외편 3화가 새롭게 수록되어 있다.

### 스탭
- 감독: 오오모리 타카히로
- 구성/각본: 타카기 노보루
- 캐릭터 디자인: 키시다 타카히로
- 미술감독: 이토 사토시
- 색채설정: 우타가와 리츠코
- 촬영감독: 세키야 요시히로
- 음악: 요시모리 마코토
- 음향감독: 이와나미 요시카즈
- 프로듀서: 요코야마 슈지
- 애니메이션 프로듀서: 사토 요시미
- 애니메이션 제작: 브레인즈 베이스
- 제작:Project Baccano!(애니플렉스, 무빅, 브레인즈 베이스

### 주제가
오프닝 테마 〈Gun's&Roses〉
작곡- 노구치 아카네 / 연주- Paradise Lunch
- CD에는 보컬 버전과 OP에서 사용된 보컬이 들어있지 않은 2종류가 수록되어 있다. (INSTRUMENTAL을 제외하고)
- OP애니메이션은 1화-2화·7화는 약 1분 30초지만, 3화~6화·8화~13화에서는 하이라이트 신이 약 20초가량 삽입되었다.

엔딩 테마 〈Calling〉
작사·작곡 - 카지우라 유키 / 노래 - 오다 카오리

### 서브타이틀
| 화수             | 부제(원제)                                                     | 부제(풀이)                                                         | 각본          | 그림 콘티                       | 연출              | 작화 감독                     |
| ---------------- | -------------------------------------------------------------- | ------------------------------------------------------------------ | ------------- | ------------------------------- | ----------------- | ----------------------------- |
| 제1화            | 副社長は自身が主役である可能性について語らない                 | 부사장은 자신이 주역일 가능성에 대해 말하지 않는다.                | 타카기 노보루 | 오오모리 타카히로               | 사토 유타카       | 타카타 아키라                 |
| 제2화            | 老婦人の不安をよそに大陸横断鉄道は出発する                     | 노부인의 불안을 뒷전으로 대륙횡단 철도는 출발한다.                 | 타카기 노보루 | 오오하타 키요타카               | 나가노 히데아키   | 아오노 아츠시                 |
| 제3화            | ランディとペッチョはパーティの準備で忙しい                     | 랜디와 페쵸는 파티 준비로 바쁘다.                                  | 타카기 노보루 | 테라토 카츠미                   | 요네다 미츠히로   | 요네다 미츠히로 히사모토 코지 |
| 제4화            | ラッド・ルッソは大いに語り大いに殺戮を楽しむ                   | 래드 루소는 크게 말하며 많은 살육을 즐긴다.                        | 타카기 노보루 | 오오모리 타카히로               | 마츠우라 죠헤이   | 이시카와 신고                 |
| 제5화            | ジャグジー・スプロットは泣いて怯えて蛮勇を奮う                 | 자쿠지 스플롯은 울고 무서워하며 만용을 떨친다.                     | 타카기 노보루 | 테라토 카츠미                   | 사토 유타카       | 코타니 쿄코                   |
| 제6화            | レイルトレーサーは車内を暗躍し虐殺をくりかえす                 | 레일트레이서는 차내를 암약해 학살을 반복한다.                      | 타카기 노보루 | 칸베 마모루                     | 칸베 마모루       | 코마루 토시유키 하야마 켄지   |
| 제7화            | すべてはアドウェナ・アウィス号の船上からはじまる               | 모든 것은 아드웨나 아비스호의 선상에서 시작된다.                   | 타카기 노보루 | 칸베 마모루                     | 하라 히로시       | 스즈키 신고                   |
| 제8화            | アイザックとミリアは我知らず周囲に幸福をまきちらす             | 아이작과 밀리아는 스스로도 알지 못한 채 주위에 행복을 마구 뿌린다. | 타카기 노보루 | 오오하타 키요타카               | 오오하타 키요타카 | 카메타니 쿄코                 |
| 제9화            | クレア・スタンフィールドは忠実に職務を遂行する                 | 클레어 스탠필드는 충실히 직무를 수행한다.                          | 타카기 노보루 | 테라토 카츠미                   | 타무라 코타로     | 아오노 아츠시                 |
| 제10화           | チェスワフ・メイエルは不死者の影に怯え策略をめぐらせる         | 체스워프 메이엘은 불사자의 그림자에 무서워하며 책략을 꾸민다.      | 타카기 노보루 | 오오하타 키요타카               | 코사카 하루메     | 타나카 료 코타니 쿄코         |
| 제11화           | シャーネ・ラフォレットは二人の怪人を前に沈黙する               | 샤니 라폴렛트는 두 명의 괴인을 눈 앞에 두고 침묵한다.              | 타카기 노보루 | 칸베 마모루                     | 칸베 마모루       | 히사모토 코지 오가와 이치로   |
| 제12화           | フィーロとガンドール三兄弟は凶弾に倒れる                       | 필로와 간돌 3형제는 흉탄에 넘어진다.                               | 타카기 노보루 | 나무라 히데토시                 | 카와고에 준       | 아오노 아츠시 후쿠다 노리유키 |
| 제13화           | 不死者もそうでない者もひとしなみに人生を謳歌する               | 불사자도 그렇지 않은 자도 동등한 인생을 구가한다.                  | 타카기 노보루 | 오오모리 타카히로 테라토 카츠미 | 오오모리 타카히로 | 타카타 아키라                 |
| 제14화 번외편 상 | グラハム・スペクターの愛と平和                                 | 그라함 스펙터의 사랑과 평화                                        | 타카기 노보루 | 오오하타 키요타카               | 오오하타 키요타카 | 카메타니 쿄코                 |
| 제15화 번외편 중 | 高級住宅街に辿り着いた不良少年たちはそれでもいつもと変わらない | 고급 주택가에 도착한 불량소년들은 그래도 평상시와 다름없다.        | 타카기 노보루 | 칸베 마모루                     | 칸베 마모루       | 아오노 아츠시                 |
| 제16화 번외편 하 | 物語に終わりがあってはならないことをキャロルは悟った           | 캐롤은 이야기가 끝나서는 안된다는 것을 깨달았다.                   | 타카기 노보루 | 테라토 카츠미                   | 테라토 카츠미     | 아오노 아츠시                 |

### 방송국
| 방송지역    | 방송국   | 방송기간                           | 방송시간                     | 비고        |
| ----------- | -------- | ---------------------------------- | ---------------------------- | ----------- |
| 일본전역    | WOWOW    | 2007년 7월 26일 - 11월 1일         | 목요일 24시 30분 - 25시 00분 | 제작 방송국 |
| 도쿄도      | TOKYO MX | 2008년 1월 2일 - 3월 26일          | 수요일 23시 30분 - 24시00분  |             |
| 인터넷 방송 | GyaO     | 2008년 1월 5일 - 3월 29일          | 토요일 12시 00분 갱신        |             |
| 전국방송    | 애니맥스 | 2008년 2월 5일 - 4월 29일          | 화요일 23시 00분 - 23시 30분 |             |
| 전국방송    | AT-X     | 2009년 12월 22일 - 2010년 3월 16일 | 화요일 10시 30분 - 11시 00분 |             |

## nds 게임 발매
DS전격문고ADV 바카노!DS
발매회사 미디어웍스(メディアワーク)
대응기종 NDS
발매일 2008년 3월 28일
가격 5,040엔
장르 AVG